# Issa Diop
Issa Diop (Toulouse, 9 januari 1997) is een Frans voetballer die doorgaans als centrale verdediger speelt. Hij verruilde Toulouse in juli 2018 voor West Ham United.

## Clubcarrière
Diop speelde in de jeugd bij Balma SC en Toulouse. Hij debuteerde op 28 november 2015 voor laatstgenoemde club in de Ligue 1, tegen OGC Nice. Hij speelde de volledige wedstrijd. Diops eerste competitiedoelpunt volgde op 2 december 2015, tegen Troyes AC.

## Clubstatistieken
| Seizoen     | Club            | Competitie     | Competitie | Competitie | Beker | Beker | Internationaal | Internationaal | Totaal | Totaal |
| Seizoen     | Club            | Competitie     | Wed.       | Dlp.       | Wed.  | Dlp.  | Wed.           | Dlp.           | Wed.   | Dlp.   |
| ----------- | --------------- | -------------- | ---------- | ---------- | ----- | ----- | -------------- | -------------- | ------ | ------ |
| 2015/16     | Toulouse        | Ligue 1        | 21         | 1          | 2     | 0     | —              | —              | 23     | 1      |
| 2016/17     | Toulouse        | Ligue 1        | 30         | 2          | 1     | 0     | —              | —              | 31     | 2      |
| 2017/18     | Toulouse        | Ligue 1        | 36         | 3          | 5     | 0     | —              | —              | 41     | 3      |
| Club totaal | Club totaal     | Club totaal    | 87         | 6          | 8     | 0     | 0              | 0              | 95     | 6      |
| 2018/19     | West Ham United | Premier League | 33         | 1          | 5     | 1     | —              | —              | 38     | 2      |
| 2019/20     | West Ham United | Premier League | 32         | 3          | 4     | 0     | —              | —              | 36     | 3      |
| 2020/21     | West Ham United | Premier League | 18         | 2          | 3     | 0     | —              | —              | 21     | 2      |
| 2021/22     | West Ham United | Premier League | 0          | 0          | 1     | 0     | 2              | 0              | 3      | 0      |
| Club totaal | Club totaal     | Club totaal    | 83         | 6          | 13    | 1     | 2              | 0              | 98     | 7      |
| TOTAAL      | TOTAAL          | TOTAAL         | 170        | 12         | 21    | 1     | 2              | 0              | 193    | 13     |

Bijgewerkt t/m 29 mei 2019

## Interlandcarrière
Diop won in juli 2016 met Frankrijk –19 het Europees kampioenschap voor spelers onder 19 jaar in Duitsland. In de finale werd Italië –19 met 4–0 verslagen. Diop maakte het vierde doelpunt.

## Erelijst
| Europees kampioen –19 | 1x | 2016 |